# آرامباغ
آرامباغ (به انگلیسی: Arambag) یک منطقهٔ مسکونی در هند است که در Arambag subdivision واقع شده‌است. آرامباغ ۱۱۷٫۲۰ کیلومتر مربع مساحت و ۶۶٬۱۷۵ نفر جمعیت دارد و ۱۵ متر بالاتر از سطح دریا واقع شده‌است.